# Грудчани
Грудчани (пол. Gródczany, нім. Burgfeld) — село в Польщі, у гміні Браниці Глубчицького повіту Опольського воєводства.
Населення — 156 осіб (2011).

## Демографія
Демографічна структура станом на 31 березня 2011 року:
|          | Загалом | Допрацездатний вік | Працездатний вік | Постпрацездатний вік |
| -------- | ------- | ------------------ | ---------------- | -------------------- |
| Чоловіки | 84      | 17                 | 54               | 13                   |
| Жінки    | 72      | 9                  | 42               | 21                   |
| Разом    | 156     | 26                 | 96               | 34                   |